# NHK東京放送会館
NHK東京放送会館（NHKとうきょうほうそうかいかん）は、日本放送協会（NHK）が1938年（昭和13年）から1973年（昭和48年）まで本部として使用していた施設である。所在地は、東京都千代田区内幸町であった。

## 概要
日本初のラジオ放送局として、1925年（大正14年）3月22日に当時の社団法人東京放送局が仮放送を開始した場所は、東京府東京市芝区（現・東京都港区）の東京高等工芸学校内（仮局舎）であった。同年7月、同区愛宕山に本局舎（現在はNHK放送博物館）が完成、移転し本放送を開始した。
その後、社団法人であった大阪・名古屋の両放送局と合同し、1926年（大正15年）8月20日に社団法人としての日本放送協会となると、全国にネットワークを展開した。これにより、愛宕山局舎は手狭となった。加えて、1940年（昭和15年、皇紀2600年）に開催を予定していた東京オリンピックに合わせ、開始する計画を立てることとなり、そのために本格的な施設が必要となったため、当時の東京市麹町区日比谷内幸町に大規模な局舎の建設が計画された。
局舎の設計は指名設計競技方式により行われることになり、1933年（昭和8年）初に西村好時、堀越三郎、渡辺仁、横河時介、高橋貞太郎、山下寿郎、福田重義、石本喜久治、長谷部鋭吉、渡辺節、村野藤吾、安井武雄の12名を指名し、各人より2種以内の図案提出を求め、1934年（昭和9年）1月の締め切り期日までに、1人1種及び2種合計19種の図案提出があり、審査員は専門家側、中條精一郎、大熊喜邦、和田信夫、佐藤功一、岸田日出刀の5名、協会側、小森本部常務理事、中山関東支部常務理事にして、審議の結果、同年3月7日に山下寿郎建築事務所案の当選が決定した。そうして1935年（昭和10年）10月20日に起工され、1938年（昭和13年）12月20日に竣工し、同年運用を開始した。建設は竹中工務店が担当。
オリンピックは結局第二次世界大戦により返上を余儀なくされ、敗戦後は連合国軍最高司令官総司令部が一部を接収。民間情報教育局が入り放送の検閲や指導を行ったほか、現在のAFNの母体となる駐留軍向け放送（コールサイン：WVTR）が行われていた。
1953年（昭和28年）2月1日の地上アナログテレビ放送が開始されたのもこの建物からであった。1955年（昭和30年）に増築が行われた際にNHKホール（初代）も併設された。
所在地は内幸町であったが、都電の田村町一丁目停留所からも近く、当時は「田村町」と呼ばれることも多かった。
東京オリンピックは戦後、1964年（昭和39年）に実現することとなり、それを機にアメリカ軍の兵舎・住宅施設「ワシントンハイツ」が返還され、その一部（渋谷区神南地区の一部）が五輪放送センターとして建設・運用され、五輪終了後は現在のNHK放送センターとなった。
その後、内幸町の敷地10,550平方メートル及び本館・新館・第2新館の3建物は、1972年（昭和47年）12月8日に行われた公開入札によって三菱地所が354億6,312万700円で落札し、その益金の一部で放送文化基金が設立された。そして、1973年7月31日の放送終了を以って35年にわたる運用を終えた。
三菱地所所有となった建物は「日比谷国際ビルヂング」と改称され、スタジオを貸室に改造するなどの改修が行われた後、1974年（昭和49年）3月よりオフィスビルとして運用を開始。その後、道路を挟んであった港区の物産館との一体再開発が図られるも、結局各社別々でされることとなり、当建物は三菱地所による再開発のため1978年（昭和53年）に取り壊され、跡地には日比谷シティが1981年（昭和56年）に竣工した。同地の日比谷通り沿いには小さな放送記念碑が建てられており、「日本放送協会は1938年から1973年までこの地にあった」と書かれている。
また1938年の落成を讃えて、海軍軍楽隊員の斉藤丑松が「JOAK」・「新館落成記念」のモールスが組み込まれた大行進曲「伸び行く電波」を作曲している。

## 沿革
- 1935年（昭和10年）10月20日 - 本館着工。
- 1938年（昭和13年）12月20日 - 本館竣工、運用開始。
- 1945年（昭和20年） - アメリカ軍が一部を接収する。
- 1950年（昭和25年） - 放送法施行に伴い社団法人日本放送協会は解散。特殊法人としての日本放送協会が発足。一切の権利義務を継承。
- 1952年（昭和27年） - 接収全面解除。
- 1955年（昭和30年） - 増築。同時にNHKホールも開設する。
- 1964年（昭和39年） - 渋谷区神南のワシントンハイツ跡地に現在のNHK放送センターが運用開始。演奏所機能も移転。
- 1972年（昭和47年）12月8日 - 公開入札により三菱地所が354億6,312万700円で落札[2]。
- 1973年（昭和48年）7月31日 - 放送局および本部、全国放送・受信料拠点としての運用終了。
- 1974年（昭和49年）3月 - 放送局建物は三菱地所の貸事務所「日比谷国際ビルヂング」として運用開始。
- 1978年（昭和53年）11月 - 三菱地所は取り壊し工事に着手。
- 1981年（昭和56年）11月10日 - 跡地の一部に日比谷シティがオープン。

## スタジオ
本館
- 第1スタジオ（R-301） … 3階、373㎡、大人数の観客を入れての公開放送など。宮城事件では宿直約60名が第1スタジオに軟禁された。
- 第2スタジオ（R-302） … 3階、111.5㎡
- 第3スタジオ（R-103） … 1階、72.5㎡
- 第4スタジオ（R-104） … 1階、95.6㎡
- 第5スタジオ（R-105） … 1階、64.7㎡
- 第6スタジオ（R-106） … 1階、64㎡
- 第7スタジオ（R-107） … 1階
- 第8スタジオ（R-208） … 2階、57.5㎡、講義放送用、玉音放送を放送
- 第9スタジオ（R-209） … 2階、36.3㎡、特別講演放送用、国際放送
- 第10スタジオ（R-210） … 2階、23.7㎡、普通講演放送用
- 第11スタジオ（R-211） … 2階、20.9㎡、普通講演放送用、FM実験放送
- 第12スタジオ（R-212） … 2階、13.8㎡、市況放送用
- 第13スタジオ（R-213） … 2階、12㎡、ニュース放送用
- 第14スタジオ（R-214） … 2階
- 第15スタジオ（R-215） … 2階
- 第16スタジオ（R-216） … 2階
- 第17スタジオ（R-217） … 2階

新館
- T-100スタジオ … 113㎡、午後の解説、ニュースの焦点
- テレビ第1スタジオ（T-1、T-101） … 561.5㎡、1955年、テレビドラマスタジオ、大河ドラマ（花の生涯など）、事件記者、テレビ劇場、危険信号
- テレビ第2スタジオ（T-2、T-102） … 229.6㎡、おはようみなさん、国会討論会、テレビ演芸館、スタジオ102[3]
- テレビ第3スタジオ（T-3、T-303） … 505㎡、1959年、ミュージックプリズム、夜のコンサート、音楽をどうぞ、テレビリサイタル、私だけが知っている、ドラマ
- テレビ第4スタジオ（T-4、T-304） … 190㎡、1960年、ニュース専用スタジオ、ニュース、天気予報、スポーツハイライト、解説
- テレビ第5スタジオ（T-5、T-605） … 505㎡、1959年、チロリン村とくるみの木、口笛吹けば
- テレビ第6スタジオ（T-6、T-606） … 315㎡、学校放送、幼稚園、ものしり博士、テレビ実験室
- フィルム録音第1スタジオ（D501） …
- フィルム録音第2スタジオ（D502） …
- NHKホール（NHK RADIO＆TELEVISION HALL、ホール） … 880㎡、1955年完成、公開放送に使用、私の秘密、ジェスチャー、のど自慢、お笑い三人組

別館
- テレビ第7スタジオ（T-7） … 279.5㎡、1953年、バス通り裏
- テレビ第8スタジオ（T-8） … 123.5㎡、1954年、婦人百科
- テレビ第9スタジオ（T-9） … 70.8㎡、1955年、

霞ヶ関分館
- テレビ第11スタジオ（T-11、K-1） … 393.4㎡、1960年、連続テレビ小説、おかあさんといっしょ
- テレビ第12スタジオ（T-12、K-2） … 304.6㎡、テレビ体操、婦人の時間、音楽夜話
- テレビ第13スタジオ（T-13、K-3） … 393.4㎡、芸術劇場、おねえさんといっしょ、スポーツクイズ

銀座スタジオ
- 銀座第1スタジオ（G-1） … 1階、380㎡、1958年、学校放送、英会話、日曜大学
- 銀座第2スタジオ（G-2） … 地下2階、105㎡、学校放送、技能講座、若い広場、英会話、教師の時間

日比谷会館
- 日比谷第1スタジオ（H-1） … 1階、435㎡、1961年、夢であいましょう、魔法のじゅうたん、ピアノのおけいこ、われら10代
- 日比谷第2スタジオ（H-2） … 4階、435㎡、こども劇場、ぼくもわたしも名探偵
- 日比谷第3スタジオ（H-3） … 7階、209㎡、語学講座、きょうの料理、茶の間の科学
- 日比谷第4スタジオ（H-4） … 7階、178㎡、教養特集、宗教の時間
- 日比谷第5スタジオ（H-5） … 7階、195㎡、高校通信、高校実力

※これら以外にも外部にスタジオを借りていた。
※1961年7月1日にスタジオの名称を改称した（例：テレビ第1スタジオ→T-101スタジオ、など）。
※面積は本館のみ内法寸法、それ以外は壁芯寸法。

## 跡地の現状
- 日比谷シティ（三菱地所関連会社が運営）
- 富国生命館（富国生命保険本社）
- 日比谷パークフロント（新生銀行本店ビルの建替え）